# Torneo WTA 500 de Chicago 2021
El Chicago Fall Tennis Classic 2021 fue un torneo femenino de tenis que se jugó en pista dura al aire libre. Se trató de la primera edición, como parte del calendario de torneos WTA 500 de la WTA Tour 2021. Se celebró en Chicago (Estados Unidos) del 27 de septiembre al 3 de octubre de 2021.

## Distribución de puntos
| Modalidad           | Campeona | Finalista | Semifinales | Cuartos de final | 2ª ronda | 1ª ronda | Clasificadas | 3ª ronda de clasificación | 2ª ronda de clasificación | 1ª ronda de clasificación |
| Individual femenino | 470      | 305       | 185         | 100              | 55       | 1        | 25           | 18                        | 13                        | 1                         |
| Dobles femenino     | 470      | 305       | 185         | 100              | -        | 1        | -            | -                         | -                         | -                         |

## Cabezas de serie

### Individual femenino
| Tenista                  | Ranking | Preclasificada |
| Elina Svitólina          | 4       | 1              |
| Garbiñe Muguruza         | 9       | 2              |
| Belinda Bencic           | 12      | 3              |
| Anastasia Pavlyuchenkova | 13      | 4              |
| Elena Rybakina           | 16      | 5              |
| Ons Jabeur               | 17      | 6              |
| Elise Mertens            | 18      | 7              |
| Bianca Andreescu         | 20      | 8              |
| Jessica Pegula           | 23      | 9              |
| Danielle Collins         | 26      | 10             |
| Anett Kontaveit          | 30      | 11             |
| Veronika Kudermétova     | 31      | 12             |
| Tamara Zidanšek          | 33      | 13             |
| Victoria Azárenka        | 35      | 14             |
| Camila Giorgi            | 39      | 15             |
| Jil Teichmann            | 42      | 16             |

- Ranking del 20 de septiembre de 2021.

### Dobles femenino
| Tenista                            | Ranking | Preclasificada |
| Alexa Guarachi Desirae Krawczyk    | 31      | 1              |
| Nicole Melichar Demi Schuurs       | 34      | 2              |
| Darija Jurak Andreja Klepač        | 47      | 3              |
| Sharon Fichman Giuliana Olmos      | 57      | 4              |
| Marie Bouzková Lucie Hradecká      | 72      | 5              |
| Lyudmyla Kichenok Jeļena Ostapenko | 74      | 6              |
| Nadiia Kichenok Raluca Olaru       | 74      | 7              |
| Eri Hozumi Jessica Pegula          | 86      | 8              |

## Campeonas

### Individual femenino
Garbiñe Muguruza venció a  Ons Jabeur por 3-6, 6-3, 6-0

### Dobles femenino
Květa Peschke /  Andrea Petković vencieron a  Caroline Dolehide /  Coco Vandeweghe por 6-3, 6-1